# Vallenato
Vallenato – gatunek kolumbijskiej muzyki ludowej, który narodził się w XIX wieku w północnej części kraju, w departamentach La Guajira, Magdalena i Cesar. Z czasem rozprzestrzenił się na północnym (karaibskim) wybrzeżu Kolumbii, a następnie w całym kraju.
W 2015 roku muzyka tradycyjna vallenato z regionu Magdalena Grande została wpisana na listę niematerialnego dziedzictwa kulturowego wymagającego pilnej ochrony. Nazwa wpisu w języku angielskim to Traditional Vallenato music of the Greater Magdalena region, zaś w języku hiszpańskim – Música Vallenata Tradicional de la Región del Magdalena Grande en la costa norte colombiana.

## Charakterystyka
Tradycja vallenato wywodzi się z połączenia niezwykle różnorodnych elementów kultury muzycznej północnej Kolumbii: pieśni pasterzy bydła w regionie historycznym Magdalena Grande w dolinie rzeki Magdalena, pieśni niewolników z Afryki w okresie kolonialnym oraz tanecznych rytmów rdzennej ludności zamieszkującej góry Sierra Nevada de Santa Marta. Dodatkowo obejmuje teksty inspirowane tradycyjną poezją hiszpańską oraz grę na instrumentach muzycznych południowoamerykańskich, jak marakasy oraz pochodzących z Europy, np. akordeonie.
Tradycyjne vallenato wykonywane jest przy użyciu trzech instrumentów muzycznych, z których każdy ma inne pochodzenie etniczne:
- caja(inne języki) – mały bębenek pochodzenia afrykańskiego, na którym rękoma wybija się rytm,
- guacharaca(inne języki) – indiański idiofon mający formę drewnianego kija z równoległymi rowkami, na którym gra się poprzez skrobanie drucianym grzebieniem po powierzchni,
- akordeon – aerofon pochodzenia europejskiego sprowadzony do Kolumbii przez niemieckich imigrantów pod koniec XIX wieku, najważniejszy w muzyce vallenato[1].

Aby utwór mógł zostać uznany za należący do gatunku vallenato, musi nie tylko być wykonany z użyciem akordeonu, ale także skomponowany według jednego z czterech rytmów: son, paseo (metra 2/4), merengue lub puya (metra ósemkowe). Rytm wyznacza caja.
Pochodzenie nazwy vallenato nie jest jasne i istnieją przynajmniej dwie teorie na ten temat. Słowo to pierwotnie określało osoby oraz rzeczy pochodzące z miasta Valledupar znajdującego się w departamencie Cesar, u podnóża masywu Sierra Nevada de Santa Marta. Według pierwszej teorii słowo powstało z przekształcenia zdania Soy nato del Valle bądź Soy del Valle nato oznaczającego „Pochodzę z doliny”, według innej wielu biednych mieszkańców miasta i jego okolic cierpiało na pintę, zakaźną chorobę skóry objawiającą się powstawaniem grudek, które z czasem odbarwiały się pozostawiając na skórze białe plamy. Przypominały one plamy na skórze młodych wielorybów (hiszp. ballenas), dlatego też osoby chore zaczęto nazywać ballenatos, a z racji podobieństwa wymowy ‘v’ i ‘b’ w języku hiszpańskim wkrótce powstało słowo vallenato, będące określeniem osób pochodzących z tego regionu.

## Znaczenie i zagrożenie
W II połowie XIX wieku vallenato stało się ważnym środkiem ekspresji i komunikacji umożliwiającym przekazywanie wiadomości i historii od miasta do miasta, co przyczyniło się do wzrostu świadomości mieszkańców o społecznych, historycznych i kulturowych uwarunkowaniach nie tylko swojego otoczenia, ale i całego kraju, a także do wzmocnienia tradycji ustnego międzypokoleniowego transferu pamięci i wiedzy o regionie. Muzyka ta powstała jako wyraz potrzeby zrozumienia przez costeños (mieszkańców karaibskiego wybrzeża Kolumbii) napięć i złożoności społeczeństwa, w którym żyli. Zaowocowało to powstawaniem pieśni, których teksty w sposób nostalgiczny, radosny, ironiczny bądź żartobliwy – łącząc elementy realizmu i fantazji – objaśniają świat. Vallenato stanowiło także inspirację dla noblisty Gabriela Garcíi Márqueza do napisania swoich najsłynniejszych powieści.
Depozytariuszami vallenato są mieszkańcy regionu, a tradycja przekazywana jest z pokolenia na pokolenie głównie w obrębie rodzin, choć istnieją również szkoły zajmujące się nauczaniem dzieci tej muzyki. Pieśni wykonywane są publicznie na konkursach i festiwalach vallenato, ale przede wszystkim na odbywających się w gronie rodziny czy gronie przyjaciół parrandas („imprezach”), gdzie wśród rozmów, jedzenia i picia komponowane były nowe otwory.
Tradycja muzyki vallenato jest jednak niematerialnym dobrem kultury wymagającym pilnej ochrony. Zagrażają jej m.in. tocząca kraj wojna z kartelami narkotykowymi, a przez lata także długotrwała wojna domowa zakończona dopiero w 2016 roku, oprócz tego zmiana stylu życia i coraz rzadsze spotykanie się mieszkańców na tradycyjnych parrandas, pojawienie się „nowego nurtu” muzyki vallenato marginalizującego tradycyjne kompozycje i odchodzącego od pierwotnych form i treści oraz postępująca komercjalizacja tradycji vallenato i brak badań i szczegółowej dokumentacji tej tradycji.